# برمنغهام هودج هيل (دائرة انتخابية في المملكة المتحدة)
برمنغهام، هودج هيل  (بالإنجليزية: Birmingham, Hodge Hill)‏ هي إحدى الدوائر الانتخابية في المملكة المتحدة الممثلة في مجلس العموم في برلمان المملكة المتحدة.
عضو البرلمان الذي يمثلها حالياً هو :Mr Liam Byrne (Lab).